# Abierto Mexicano TELCEL
Abierto Mexicano Telcel — професійний тенісний турнір, що проводиться наприкінці лютого в Акапулько (Мексика) на хардових кортах місцевого «Fairmont Acapulco Princess». Чоловічий турнір проводиться з 1993 року, з 2009 року належить до серії ATP 500 з призовим фондом близько 1,6 млн. доларів і має турнірну сітку, розраховану на 32 учасники в одиночному розряді і 16 пар. Жіночий турнір проводиться з 2001 року і належить до міжнародної серії WTA з призовим фондом 250 тисяч доларів США і турнірною сіткою, розрахованою на 32 учасниці в одиночному розряді та 16 пар.

## Загальна інформація
Історія турніру
Відкритий чемпіонат Мексики засновано на початку сезону-1993 в Мехіко: в рамках розширення відрізку календаря основного туру ATP між Відкритим чемпіонатом Австралії та великим турніром у Індіан-Веллсі. В останній момент він заповнив місце, призначене для єдиного ґрунтового призу в цей період. 1997 року, в рамках реформи календаря, мексиканське змагання базової серії перенесено на пізню осінь, ввійшовши в регіональну ґрунтову серію. На цьому місці турніри протрималися лише два сезони і вже 1999 року ATP запропонувала мексиканцям та їхнім латиноамериканським колегам (у той період в серію також входили турніри Chile Open і Claro Open Colombia) перенести свої змагання на лютий, виділивши для одного з них більш престижну категорію ATP International Gold і погодившись навіть на однорічну відсутність кожного з турнірів у календарі. Більш статусну ліцензію, в підсумку, викупили мексиканці, які з року в рік піднімаючи престижність свого змагання, додали до нього і жіночий турнір, викупивши у WTA ліцензію на змагання однієї з базових категорій, яка звільнилася після перенесення на осінь та зміни статусу турніру в Сан-Паулу, паралельно перенісши свій чемпіонат в інший спортивний комплекс - до Акапулько, який більше відповідає новому розміру турніру.
Напередодні сезону-2014 в історії мексиканського чемпіонату відбулася ще одна зміна: скориставшись фінансовими проблемами турнірів у Сан-Хосе і Мемфісі (обидва - США) а також бажанням організаторів у Ріо-де-Жанейро повернути собі головний тур ATP, власники турніру в Акапулько перевели своє змагання на хард, маючи намір посилити склад учасників. Один з американських турнірів, як наслідок, було закрито, а другий - понизив свій статус; бразильці ж заповнили місце мексиканців як елітного ґрунтового змагання в цей період.
Переможниці та фіналісти
Лідерами чоловічого одиночного турніру за кількістю перемог є Томас Мустер і Давид Феррер, які по чотири рази перемагали на місцевих кортах, при цьому австрієць виграв свої титули ще на турнірі базової серії, а іспанець переміг у чемпіонаті як на ґрунті , так і на харді. Парний турнір у чоловіків більш різноманітний за кількістю переможців і лише Дональдові Джонсону вдавалося виграти місцевий чемпіонат тричі; ще на рахунку восьми теннісистів по два титули. Ще більш різноманітний список переможниць жіночого одиночного турніру: жодна з тенісисток не змогла виграти місцеве змагання понад двічі. Найтитулованішими учасницями жіночих парних турнірів є Марія Хосе Мартінес Санчес і Аранча Парра Сантонха, які по тричі вигравали турнір з різними партнерками.

## Фінали

### Чоловіки. Одиночний розряд

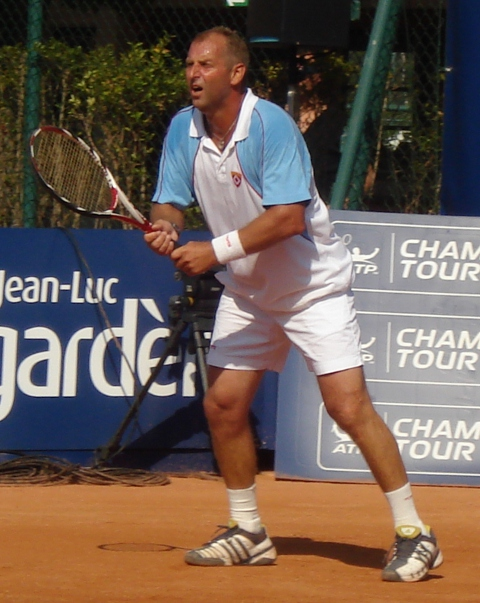
Томас Мустер (1993–96) утримує рекорди за найбільшою кількістю здобутих титулів загалом і підряд (чотири).

| Рік                                         | Чемпіон                | Фіналіст                   | Рахунок                 |
| ------------------------------------------- | ---------------------- | -------------------------- | ----------------------- |
| 1993                                        | Томас Мустер           | Карлос Коста               | 6–2, 6–4                |
| 1994                                        | Томас Мустер (2)       | Роберто Жабалі             | 6–3, 6–1                |
| 1995                                        | Томас Мустер (3)       | Фернандо Мелігені          | 7–6(7–4), 7–5           |
| 1996                                        | Томас Мустер (4)       | Їржі Новак                 | 7–6(7–3), 6–2           |
| 1997                                        | Франсіско Клавет       | Хоан Альберт Вілока        | 6–4, 7–6(9–7)           |
| 1998                                        | Їржі Новак             | Ксав'є Малісс              | 6–3, 6–3                |
| 1999                                        | Не проводився          | Не проводився              | Не проводився           |
| 2000                                        | Хуан Ігнасіо Чела      | Маріано Пуерта             | 6–4, 7–6(7–4)           |
| 2001                                        | Густаво Куертен        | Гало Бланко                | 6–4, 6–2                |
| 2002                                        | Карлос Моя             | Фернандо Мелігені          | 7–6(7–4), 7–6(7–4)      |
| 2003                                        | Агустін Кальєрі        | Маріано Сабалета           | 7–5, 3–6, 6–3           |
| 2004                                        | Карлос Моя (2)         | Фернандо Вердаско          | 6–3, 6–0                |
| 2005                                        | Рафаель Надаль         | Альберт Монтаньєс          | 6–1, 6–0                |
| 2006                                        | Луїс Орна              | Хуан Ігнасіо Чела          | 7–6(8–6), 6–4           |
| 2007                                        | Хуан Ігнасіо Чела (2)  | Карлос Моя                 | 6–3, 7–6(7–2)           |
| 2008                                        | Ніколас Альмагро       | Давід Налбандян            | 6–1, 7–6(7–1)           |
| 2009                                        | Ніколас Альмагро (2)   | Гаель Монфіс               | 6–4, 6–4                |
| 2010                                        | Давид Феррер           | Хуан Карлос Ферреро        | 6–3, 3–6, 6–1           |
| 2011                                        | Давид Феррер (2)       | Ніколас Альмагро           | 7–6(7–4), 6–7(2–7), 6–2 |
| 2012                                        | Давид Феррер (3)       | Фернандо Вердаско          | 6–1, 6–2                |
| 2013                                        | Рафаель Надаль (2)     | Давид Феррер               | 6–0, 6–2                |
| ↓ Покриття змінено з ґрунтового на тверде ↓ |                        |                            |                         |
| 2014                                        | Григор Димитров        | Кевін Андерсон             | 7–6(7–1), 3–6, 7–6(7–5) |
| 2015                                        | Давид Феррер (4)       | Кей Нісікорі               | 6–3, 7–5                |
| 2016                                        | Домінік Тім            | Бернард Томіч              | 7–6(8–6), 4–6, 6–3      |
| 2017                                        | Сем Кверрі             | Рафаель Надаль             | 6–3, 7–6(7–3)           |
| 2018                                        | Хуан Мартін дель Потро | Кевін Андерсон             | 6–4, 6–4                |
| 2019                                        | Нік Киріос             | Александр Зверєв           | 6–3, 6–4                |
| 2020                                        | Рафаель Надаль (3)     | Тейлор Фріц                | 6–3, 6–2                |
| 2021                                        | Александр Зверєв       | Стефанос Ціціпас           | 6–4, 7–6(7–3)           |
| 2022                                        | Рафаель Надаль (4)     | Кемерон Норрі              | 6–4, 6–4                |
| 2023                                        | Алекс де Мінор         | Томмі Пол                  | 3–6, 6–4, 6–1           |
| 2024                                        | Алекс де Мінор         | Каспер Рууд                | 6–4, 6–4                |
| 2025                                        | Томаш Махач            | Алехандро Давидович Фокіна | 7–6(8–6), 6–2           |

### Жінки. Одиночний розряд
Table no:1
| Рік  | Чемпіонка            | Фіналістка             | Рахунок             |
| ---- | -------------------- | ---------------------- | ------------------- |
| 2001 | Аманда Кетцер        | Олена Дементьєва       | 2–6, 6–1, 6–2       |
| 2002 | Катарина Среботнік   | Паола Суарес           | 6–7(1), 6–4, 6–2    |
| 2003 | Аманда Кетцер        | Маріана Діас Оліва     | 7–5, 6–3            |
| 2004 | Івета Бенешова       | Флавія Пеннетта        | 7–6(5), 6–4         |
| 2005 | Флавія Пеннетта      | Людмила Черванова      | 3–6, 7–5, 6–3       |
| 2006 | Анна-Лена Гронефельд | Флавія Пеннетта        | 6–1, 4–6, 6–2       |
| 2007 | Емілі Луа            | Флавія Пеннетта        | 7–6(0), 6–4         |
| 2008 | Флавія Пеннетта      | Алізе Корне            | 6–0, 4–6, 6–1       |
| 2009 | Вінус Вільямс        | Флавія Пеннетта        | 6-1, 6-2            |
| 2010 | Вінус Вільямс        | Полона Герцог          | 2–6, 6–2, 6–3       |
| 2011 | Хісела Дулко         | Арантча Парра Сантонха | 6–3, 7–6(7–5)       |
| 2012 | Сара Еррані          | Флавія Пеннетта        | 5–7, 7–6(7–2), 6–0  |
| 2014 | Домініка Цібулкова   | Крістіна Макгейл       | 7–6(7–3), 4–6, 6–4  |
| 2015 | Тімеа Бачинскі       | Каролін Гарсія         | 6–3, 6–0            |
| 2016 | Слоун Стівенс        | Домініка Цибулькова    | 6–4, 4–6, 7–6(7–5)  |
| 2017 | Леся Цуренко         | Крістіна Младенович    | 6–1, 7–5            |
| 2018 | Леся Цуренко (2)     | Штефані Фегеле         | 5–7, 7–6(7–2), 6–2  |
| 2019 | Ван Яфань            | Софія Кенін            | 2–6, 6–3, 7–5       |
| 2020 | Гезер Вотсон         | Лейла Анні Фернандес   | 6–4, 6–7(8–10), 6–1 |

### Чоловіки. Парний розряд.

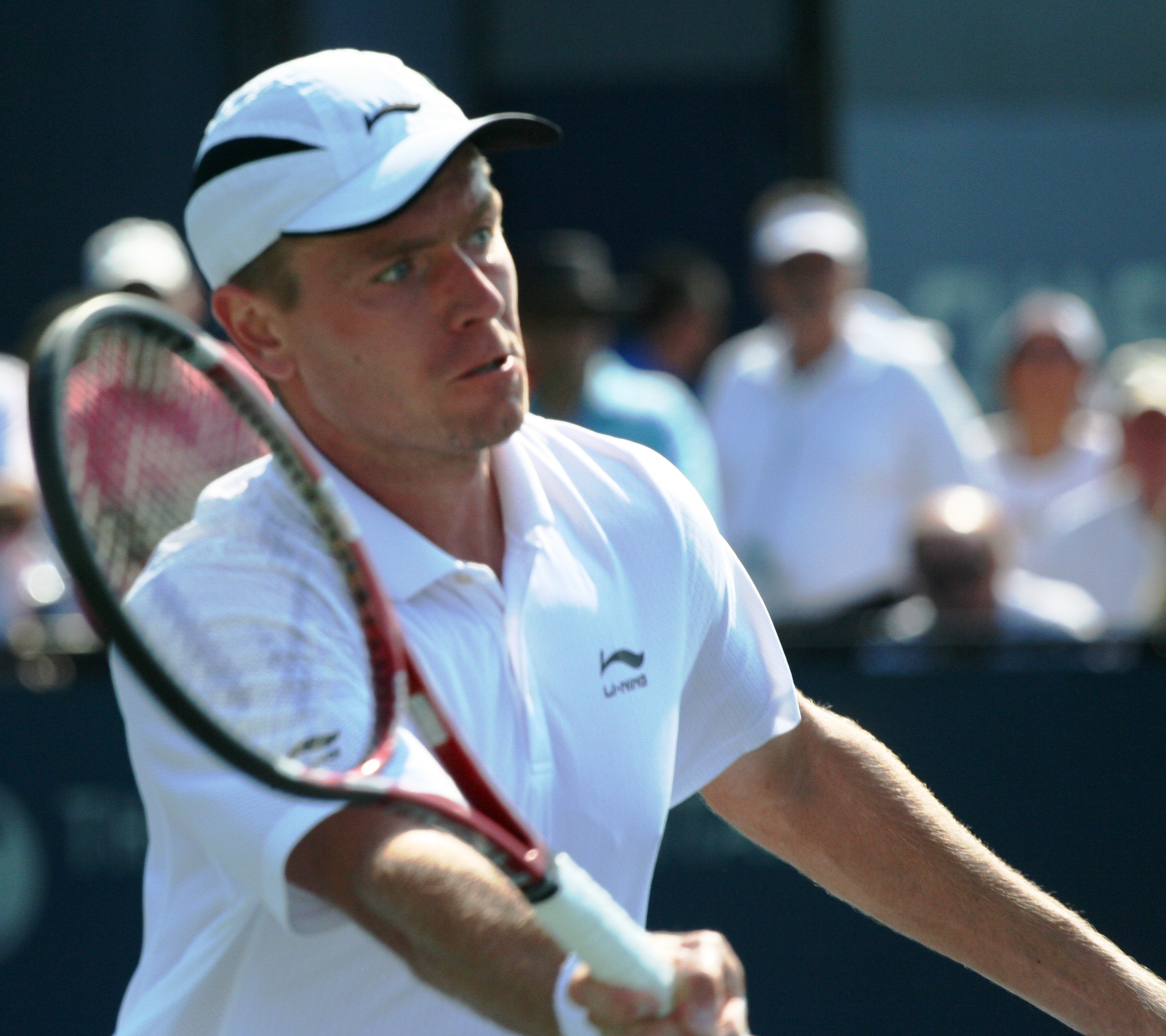
Міхал Мертиняк (2008–09) утримує разом з Доналдом Джонсоном (2000–01) і Давідом Марреро (2012–13) рекорд у чоловічому парному розряді за кількістю титулів підряд (два).

| Рік  | Чемпіони                                  | Фіналісти                            | Рахунок                    |
| ---- | ----------------------------------------- | ------------------------------------ | -------------------------- |
| 1993 | Леонардо Лаваль Жайме Онсінс              | Орасіо де ла Пенья Хорхе Лосано      | 7–6, 6–4                   |
| 1994 | Франсіско Монтана Браян Шелтон            | Люк Єнсен Мерфі Єнсен                | 6–3, 6–4                   |
| 1995 | Хав'єр Франа Леонардо Лаваль (2)          | Марк-Кевін Гелльнер Дієго Наргісо    | 7–5, 6–3                   |
| 1996 | Доналд Джонсон Франсіско Монтана (2)      | Ніколас Перейра Еміліо Санчес        | 6–2, 6–4                   |
| 1997 | Ніколас Лапентті Даніель Оршанік          | Луїс Еррера Маріано Санчес           | 4–6, 6–3, 7–6              |
| 1998 | Їржі Новак Давід Рікл                     | Даніель Оршанік Давід Родіті         | 6–4, 6–2                   |
| 1999 | Не проводився                             | Не проводився                        | Не проводився              |
| 2000 | Байрон Блек Доналд Джонсон (2)            | Гастон Етліс Мартін Родрігес         | 6–3, 7–5                   |
| 2001 | Доналд Джонсон (3) Густаво Куертен        | Девід Адамс Мартін Гарсія            | 6–3, 7–6(7–5)              |
| 2002 | Боб Браян Майк Браян                      | Мартін Дамм Давід Рікл               | 6–1, 3–6, [10–2]           |
| 2003 | Марк Ноулз Деніел Нестор                  | Давид Феррер Фернандо Вісенте        | 6–3, 6–3                   |
| 2004 | Боб Браян (2) Майк Браян (2)              | Хуан Ігнасіо Чела Ніколас Массу      | 6–2, 6–3                   |
| 2005 | Давид Феррер Сантьяго Вентура             | Їржі Ванек Томаш Зіб                 | 4–6, 6–1, 6–4              |
| 2006 | Франтішек Чермак Леош Фридль              | Потіто Стараче Філіппо Воландрі      | 7–5, 6–2                   |
| 2007 | Потіто Стараче Мартін Вассальйо Аргуельйо | Лукаш Длуги Павел Візнер             | 6–0, 6–2                   |
| 2008 | Олівер Марах Міхал Мертиняк               | Агустін Кальєрі Луїс Орна            | 6–2, 6–7(3–7), [10–7]      |
| 2009 | Франтішек Чермак Міхал Мертиняк (2)       | Лукаш Кубот Олівер Марах             | 4–6, 6–4, [10–7]           |
| 2010 | Лукаш Кубот Олівер Марах (2)              | Фабіо Фоніні Потіто Стараче          | 6–0, 6–0                   |
| 2011 | Віктор Генеску Горія Текеу                | Марсело Мело Бруно Соарес            | 6–1, 6–3                   |
| 2012 | Давід Марреро Фернандо Вердаско           | Марсель Гранольєрс Марк Лопес        | 6–3, 6–4                   |
| 2013 | Лукаш Кубот (2) Давід Марреро (2)         | Сімоне Болеллі Фабіо Фоніні          | 7–5, 6–2                   |
| 2014 | Кевін Андерсон Меттью Ебден               | Фелісіано Лопес Макс Мирний          | 6–3, 6–3                   |
| 2015 | Іван Додіг Марсело Мело                   | Маріуш Фирстенберг Сантьяго Гонсалес | 7–6(7–2), 5–7, [10–3]      |
| 2016 | Трет Х'юї Макс Мирний                     | Філіпп Пецшнер Александер Пея        | 7–6(7–5), 6–3              |
| 2017 | Джеймі Маррей Бруно Соарес                | Джон Ізнер Фелісіано Лопес           | 6–3, 6–3                   |
| 2018 | Джеймі Маррей (2) Бруно Суареш (2)        | Боб Браян Майк Браян                 | 7–6(7–4), 7–5              |
| 2019 | Александр Зверєв Міша Зверєв              | Остін Крайчек Артем Сітак            | 2–6, 7–6(7–4), [10–5]      |
| 2020 | Лукаш Кубот (3) Марсело Мело (2)          | Хуан Себастьян Кабаль Роберт Фара    | 7–6(8–6), 6–7(4–7), [11–9] |
| 2021 | Кен Скупскі Ніл Скупскі                   | Марсель Гранольєрс Орасіо Себальйос  | 7–6(7–3), 6–4              |
| 2022 | Фелісіано Лопес Стефанос Ціціпас          | Марсело Аревало Жан-Жульєн Роєр      | 7–5, 6–4                   |
| 2023 | Александер Ерлер Лукас Мідлер             | Натаніел Ламмонс Джексон Вітроу      | 7–6(11–9), 7–6(7–3)        |
| 2024 | Юго Нис Ян Зелінський                     | Сантьяго Гонсалес Ніл Скупскі        | 6–3, 6–2                   |
| 2025 | Крістіан Гаррісон Еван Кінґ               | Садіо Думбія Фаб'єн Ребуль           |                            |

### Жінки. Парний розряд

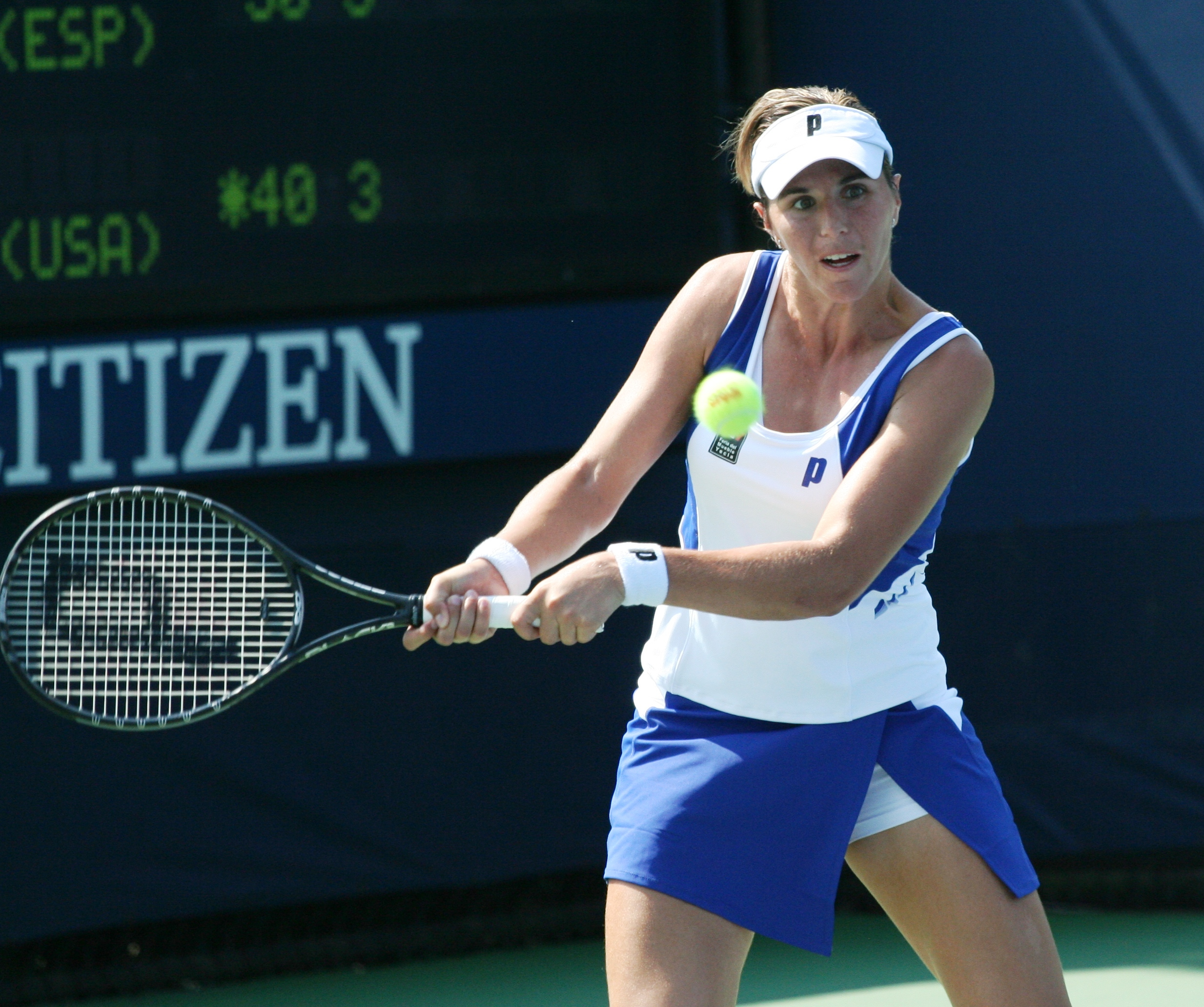
Марія Хосе Мартінес Санчес (2001, 2008–09) єдина тенісиска, яка тричі ставала чемпіонкою в парному розряді в Акапулько.

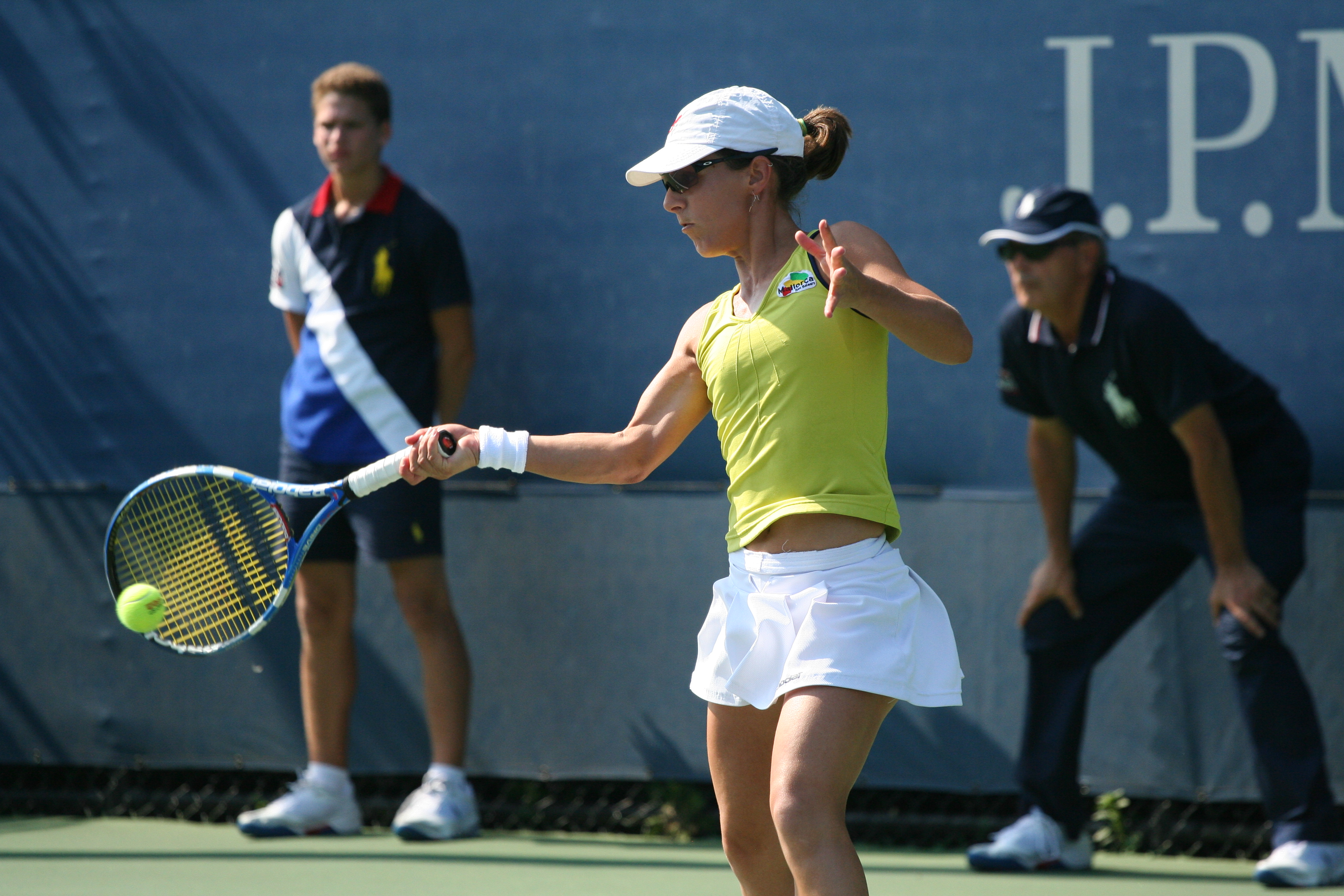
Нурія Льягостера Вівес (2008–09) ділить із Мартінес Санчес рекорд за виграшами поспіль (два).

| Рік    | Чепріонки                                                 | Фіналістки                                           | Рахунок                |
| ------ | --------------------------------------------------------- | ---------------------------------------------------- | ---------------------- |
| 2001   | Марія Хосе Мартінес Санчес Анабель Медіна Ґарріґес        | Вірхінія Руано Паскуаль Паола Суарес                 | 6–4, 6–7(5–7), 7–5     |
| 2002   | Вірхінія Руано Паскуаль Паола Суарес                      | Тіна Крижан Катарина Среботнік                       | 7–5, 6–1               |
| 2003   | Емілі Луа Оса Свенссон                                    | Петра Мандула Патріція Вартуш                        | 6–3, 6–1               |
| [[2004 | Лайза Макші Мілагрос Секера                               | Ольга Благотова Габріела Навратілова                 | 2–6, 7–6(7–5), 6–4     |
| 2005   | Аліна Жидкова Тетяна Перебийніс                           | Роза Марія Андрес Родрігес Кончіта Мартінес Гранадос | 7–5, 6–3               |
| 2006   | Анна-Лена Гренефельд Меган Шонессі                        | Асагое Сінобу Емілі Луа                              | 6–1, 6–3               |
| 2007   | Лурдес Домінгес Ліно Арантча Парра Сантонха               | Емілі Луа Ніколь Пратт                               | 6–3, 6–3               |
| 2008   | Нурія Льягостера Вівес Марія Хосе Мартінес Санчес (2)     | Івета Бенешова Петра Цетковська                      | 6–2, 6–4               |
| 2009   | Нурія Льягостера Вівес (2) Марія Хосе Мартінес Санчес (3) | Лурдес Домінгес Ліно Арантча Парра Сантонха          | 6–4, 6–2               |
| 2010   | Полона Герцог Барбора Заглавова-Стрицова                  | Сара Еррані Роберта Вінчі                            | 2–6, 6–1, [10–2]       |
| 2011   | Марія Коритцева Іоана Ралука Олару                        | Лурдес Домінгес Ліно Арантча Парра Сантонха          | 3–6, 6–1, [10–4]       |
| 2012   | Сара Еррані Роберта Вінчі                                 | Лурдес Домінгес Ліно Арантча Парра Сантонха          | 6–2, 6–1               |
| 2013   | Лурдес Домінгес Ліно (2) Арантча Парра Сантонха (2)       | Каталіна Кастаньо Маріана Дуке Маріньйо              | 6–4, 7–6(7–1)          |
| 2014   | Крістіна Младенович Галина Воскобоєва                     | Петра Цетковська Івета Мельцер                       | 6–3, 2–6, [10–5]       |
| 2015   | Лара Арруабаррена Марія Тереса Торро Флор                 | Андреа Главачкова Луціє Градецька                    | 7–6(7–2), 5–7, [13–11] |
| 2016   | Анабель Медіна Ґарріґес (2) Арантча Парра Сантонха (3)    | Кікі Бертенс Юганна Ларссон                          | 6–0, 6–4               |
| 2017   | Дарія Юрак Анастасія Родіонова                            | Маріана Дуке Маріньйо Вероніка Сепеде Ройг           | 6–3, 6–2               |
| 2018   | Татьяна Марія Гезер Вотсон                                | Кейтлін Крістіан Сабріна Сантамарія                  | 7–5, 2–6, [10–2]       |
| 2019   | Вікторія Азаренко Чжен Сайсай                             | Дезіре Кравчик Джуліана Олмос                        | 6–1, 6–2               |
| 2020   | Дезіре Кравчик Джуліана Олмос                             | Катерина Бондаренко Шерон Фічман                     | 6–3, 7–6(7–5)          |